# General Atomics Avenger
O General Atomics Avenger (anteriormente Predator C) é um drone construído pela General Atomics Aeronautical Systems para as Forças Armadas dos Estados Unidos. O seu primeiro voo ocorreu no dia 4 de Abril de 2009. Ao contrário dos drones anteriores MQ-1 Predator e MQ-9 Reaper (Predator B), o Avenger tem um motor turbofan. O design inclui características furtivas. O Avenger vai ter o mesmo tipo de armamento que o MQ-9, assim como um dispositivo de radar semelhante ao do F-35 Lightning II.